# Hafid Bouazza
Pour les articles homonymes, voir Bouazza.
Hafid Bouazza (en arabe : حفيظ بوعزة, ḥafīẓ būʿazza), né le 8 mars 1970 à Oujda (Maroc) et mort le 29 avril 2021 à Amsterdam (Pays-Bas), est un écrivain maroco-néerlandais.

## Biographie
Hafid Bouazza naît à Oujda, à la frontière maroco-algérienne. Sa famille arrive aux Pays-Bas en octobre 1977, où les enfants grandissent à Arkel. Hafid Bouazza étudie la langue et la littérature arabes à Amsterdam.
Hafid Bouazza, avec Moses Isegawa et Abdelkader Benali, est l'un des représentants les plus importants de la « littérature des migrants ». Il est également connu pour ses critiques de l'islam. Bouazza a publié, entre autres, des traductions de poésie sur le blog Loor Schrijft.
Il souffre de diverses dépendances et est hospitalisé à plusieurs reprises pour insuffisance hépatique. Il meurt à l'âge de 51 ans à l'hôpital OLVG d'Amsterdam.

## Œuvre
- 1996 : De voeten van Abdullah (récits - prix E. du Perron 1996)
- 1998 : Momo (nouvelle)
- 1998 : Apollien (théâtre)
- 2000 : Schoon in elk oog is wat het bemint (anthologie de poésie)
- 2001 : Een beer in bontjas: autobiografische beschouwingen (Boekenweekessay)
- 2001 : De slachting in Parijs (théâtre)
- 2001 : Salomon (roman)
- 2002 : Rond voor rond of als een pikhouweel (essai)
- 2003 : Othello (théâtre)
- 2003 : Het monster met de twee ruggen : een kameropera (libretto)
- 2003 : Paravion (roman - De Gouden Uil 2004 ; nomination au prix littéraire AKO 2004)
- 2004 : Een beer in bontjas (version révisée et étendue)
- 2005 : Het temmen van een feeks (théâtre)
- 2005 : Schoon in elk oog is wat het bemint (version révisée et étendue)
- 2006 : De zon kussen op dit nachtuur (anthologie de poèmes de Abdullah ibn al-Mu'tazz)
- 2006 : De vierde gongslag (avec un CD) (recueil d'essais littéraires sur les opéras)
- 2006 : Om wat er nog komen moet: pornografica (anthologie de poésie, illustrée par Dick Matena)
- 2009 : Spotvogel (roman)
- 2011 : Heidense vreugde (essais groupés)
- 2014 : Meriswin
- 2015 : De akker en de mantel, over de vrouw in de islam